# Phaonia kirghizorum
Phaonia kirghizorum är en tvåvingeart som beskrevs av Malianov 1993. Phaonia kirghizorum ingår i släktet Phaonia och familjen husflugor. Inga underarter finns listade i Catalogue of Life.